# Fortuna '54 in het seizoen 1959/60
Het seizoen 1959/1960 was het zesde jaar in het bestaan van de Geleense betaaldvoetbalclub Fortuna '54. De club kwam uit in de Eredivisie en eindigde daarin op de 14e plaats.

## Wedstrijdstatistieken

### Eredivisie
|       | ADO   | Ajax  | Blauw-Wit | DOS   | DWS/A | Elinkwijk | Sportclub Enschede | Feijenoord | MVV   | NAC   | PSV   | Rapid JC | Sittardia | Sparta | Volendam | VVV   | Willem II |
| ----- | ----- | ----- | --------- | ----- | ----- | --------- | ------------------ | ---------- | ----- | ----- | ----- | -------- | --------- | ------ | -------- | ----- | --------- |
| Thuis | 1 – 1 | 2 – 7 | 5 – 2     | 1 – 1 | 2 – 1 | 0 – 2     | 4 – 2              | 1 – 3      | 1 – 2 | 1 – 1 | 0 – 2 | 2 – 2    | 1 – 1     | 2 – 3  | 4 – 2    | 4 – 1 | 2 – 2     |
| Uit   | 1 – 1 | 5 – 1 | 1 – 4     | 8 – 0 | 2 – 1 | 2 – 4     | 5 – 2              | 7 – 1      | 0 – 6 | 1 – 5 | 3 – 1 | 2 – 0    | 0 – 3     | 4 – 0  | 0 – 4    | 0 – 0 | 5 – 1     |

## Statistieken Fortuna '54 1959/1960

### Eindstand Fortuna '54 in de Nederlandse Eredivisie 1959 / 1960
| Stand | Gespeeld | Gewonnen | Gelijk | Verloren | Punten | Doelpunten voor | Doelpunten tegen |
| ----- | -------- | -------- | ------ | -------- | ------ | --------------- | ---------------- |
| 14e   | 34       | 11       | 8      | 15       | 30     | 67              | 81               |

### Topscorers
| Competitie \| # \| Naam \| \| \| ----------------- \| ---------------- \| -- \| \| 1. \| Spitz Kohn \| 20 \| \| 2. \| Faas Wilkes \| 15 \| \| 3. \| Bram Appel \| 11 \| \| 4. \| Henk Angenent \| 7 \| \| 5. \| Peter Benen \| 5 \| \| 6. \| Ton Halderiet \| 2 \| \| 7. \| Pierre Custers \| 1 \| \| 7. \| Cor van der Hart \| 1 \| \| 7. \| Bob Jongen \| 1 \| \| 7. \| Jan Notermans \| 1 \| \| 7. \| Willy Schmidt \| 1 \| \| 7. \| Herman Weber \| 1 \| \| Onbekend doelpunt \| \| \| \| – \| Onbekend \| 1 \| \| Totaal \| Totaal \| 67 \| |                  |      |
| # | Naam             | Goal |
| 1. | Spitz Kohn       | 20   |
| 2. | Faas Wilkes      | 15   |
| 3. | Bram Appel       | 11   |
| 4. | Henk Angenent    | 7    |
| 5. | Peter Benen      | 5    |
| 6. | Ton Halderiet    | 2    |
| 7. | Pierre Custers   | 1    |
| 7. | Cor van der Hart | 1    |
| 7. | Bob Jongen       | 1    |
| 7. | Jan Notermans    | 1    |
| 7. | Willy Schmidt    | 1    |
| 7. | Herman Weber     | 1    |
| Onbekend doelpunt |                  |      |
| – | Onbekend         | 1    |
| Totaal | Totaal           | 67   |

## Voetnoten
ADO ·
Ajax ·
Blauw-Wit ·
DOS ·
DWS/A ·
Elinkwijk ·
Sportclub Enschede ·
Feijenoord ·
Fortuna '54 ·
MVV ·
NAC ·
PSV ·
Rapid JC ·
Sittardia ·
Sparta ·
Volendam ·
VVV ·
Willem II